# مسحوق البصل
مسحوق البصل (بالإنجليزية: Onion powder)‏ هو بصل مُجفف ومطحون يُستخدم في الطهي، وفي خلطات الملح المتبّل وخلطات التوابل. تُحضّر بعض الأنواع باستخدام البصل المشوي. يمكن استخدام البصل الأبيض، والأصفر والأحمر في تحضيره.